# Carolina Ferraz
María Carolina Álvares Ferraz, más conocida como Carolina Ferraz (Goiânia, 25 de enero de 1968), es una actriz, bailarina y modelo brasileña.
Ha participado en las telenovelas Avenida Brasil, Por amor y Belleza pura, entre otras. En 1987 se casó con Mário Cohen y se divorciaron en 1998. Ese mismo año se casó con el actor Murilo Benício y se divorciaron un año después.

## Filmografía

### Televisión
| Año  | Título                | Personaje                                   |
| ---- | --------------------- | ------------------------------------------- |
| 1990 | Pantanal              | Irma (joven)                                |
| 1990 | Escrava Anastácia     | Sinhá                                       |
| 1993 | O Mapa da Mina        | Bruna Torres de Almeida Lovatelli           |
| 1995 | História de Amor      | Paula Sampaio Moretti                       |
| 1997 | Por amor              | Milena Mota                                 |
| 1998 | Pecado Capital        | Lucinha (Maria Lúcia Batista) / Lucy Jordan |
| 2002 | O Quinto dos Infernos | Naomi Thierry                               |
| 2002 | Sabor da Paixão       | Clarissa Vidigal                            |
| 2003 | Kubanacan             | Rubi Calderón                               |
| 2004 | Começar de Novo       | Gisela Manhães                              |
| 2005 | Belíssima             | Rebeca Cavalcanti                           |
| 2008 | Belleza pura          | Norma Gusmão                                |
| 2010 | Na Forma da Lei       | Maria Clara Viegas                          |
| 2011 | Amor em Quatro Atos   | Maria                                       |
| 2011 | El astro              | Amanda Mello Assunção                       |
| 2012 | Avenida Brasil        | Alexia Bragança                             |
| 2013 | Louco por Elas        | Giuliana                                    |
| 2013 | Além do Horizonte     | Tereza                                      |
| 2016 | Haja Coração          | Penélope Bacellar                           |

Miniseries
- 1991 - Floradas na Sierra
- 1991 - O fantasma da ópera

Otras participaciones de televisión
- 2009 - Exagerados
- 2001 - Estrela-Guia - Vanessa Rios
- 1994 - Pátria Minha - Beatriz
- 1994 - Tropicaliente